# Albania, Caquetá
Albania là một khu tự quản thuộc tỉnh Caquetá, Colombia. Thủ phủ của khu tự quản Albania đóng tại Albania Khu tự quản Albania có diện tích 39 ki lô mét vuông. Đến thời điểm ngày 28 tháng 5 năm 2005, khu tự quản Albania có dân số 9674 người.